# Tassilolinde

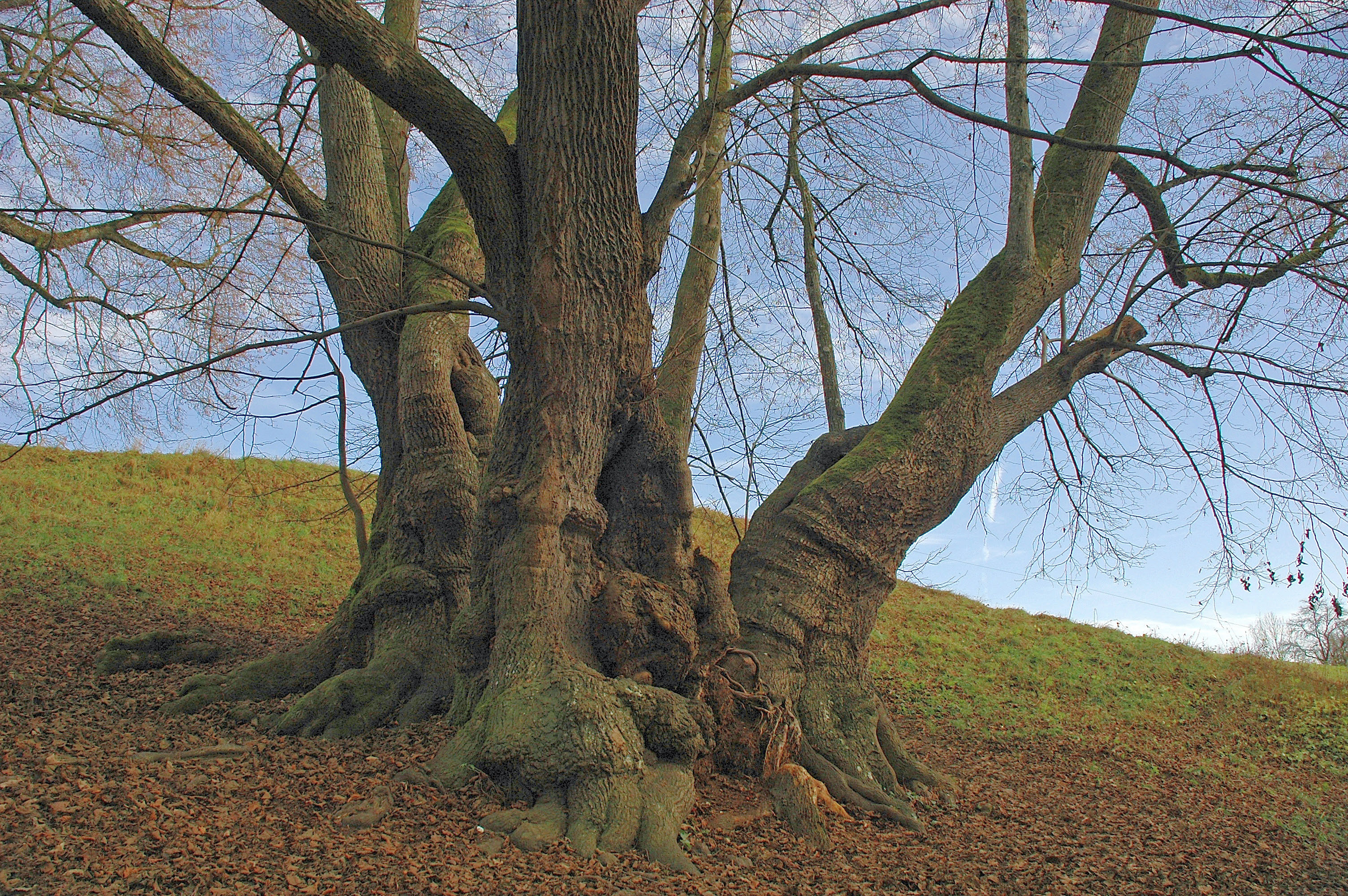
Verzweigte Stämme der Tassilolinde im Spätherbst

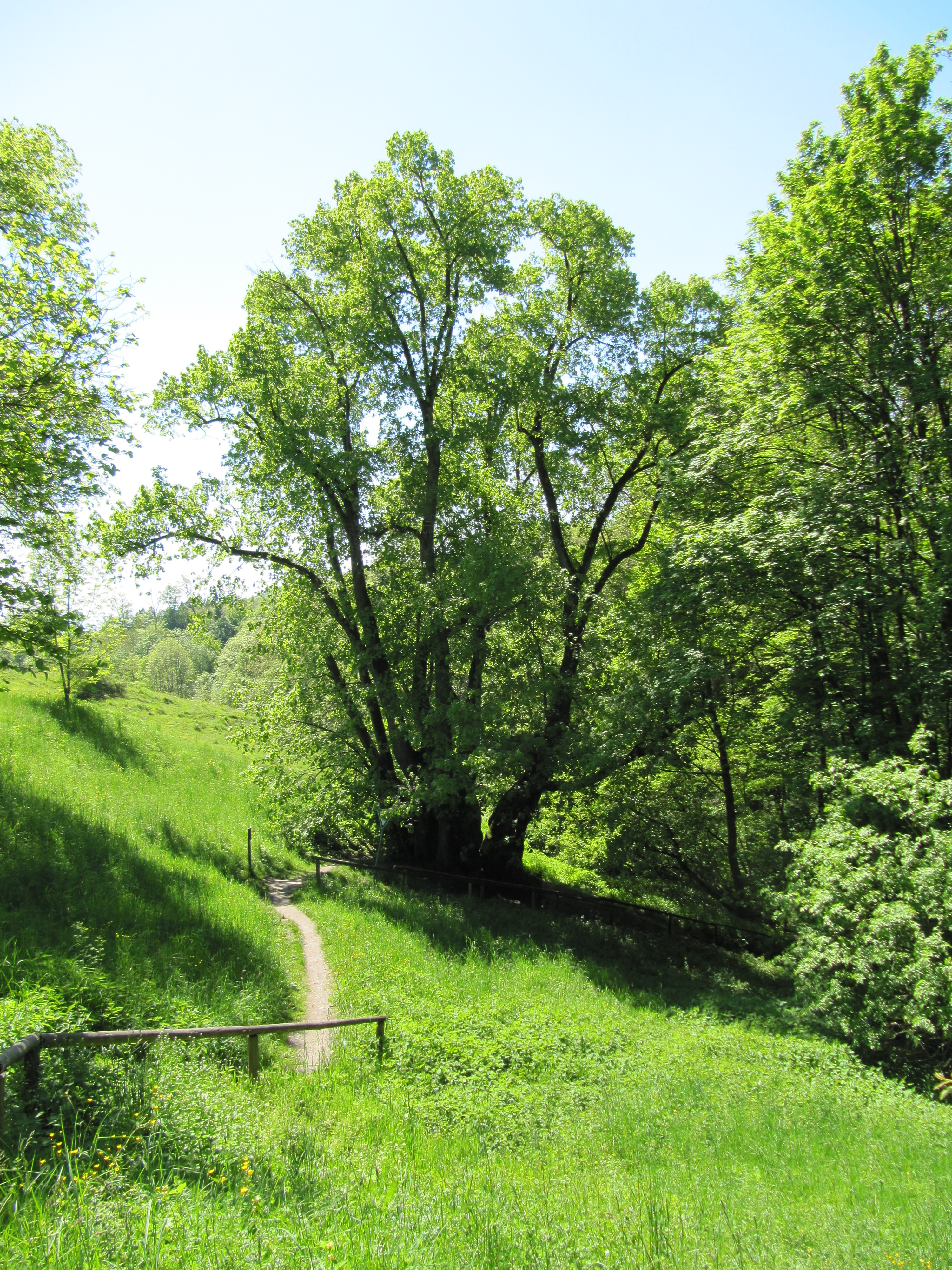
Gesamtansicht des Baumes

Die Tassilolinde ist eine Sommer-Linde (Tilia platyphyllos) in der Nähe der Klostermauer in Wessobrunn, Oberbayern. Sie hat im Oktober 2023 die Auszeichnung zum Nationalerbe-Baum erhalten.
Sie wurde benannt nach dem Baiernherzog Tassilo III., der nach einer neuzeitlichen Ausschmückung der Klostergründungslegende unter der Linde den Traum hatte, der ihn das Kloster Wessobrunn gründen hieß. Die Linde ist 25 Meter hoch und ihre Krone hat einen Durchmesser von 27 Metern. Der Baumstamm hat einen Umfang von etwa 14 Metern, was der drittgrößte Umfang einer Linde in Bayern ist, nach der Wolframslinde mit 16 Meter und der Kasberger Linde mit 15,8 Metern. Das genaue Alter des Baumes ist nicht bekannt, aber wie die meisten sehr alten und sehr dicken Bäume gilt sie als „tausendjährig“. Das Kuratorium Nationalerbe-Baum der Deutschen Dendrologischen Gesellschaft schätzte ihr Alter auf 700 bis 900 Jahre.
Die Linde ist als Naturdenkmal ausgewiesen.

## Standort
Die Linde steht ca. 20 Meter außerhalb der (unteren) südöstlichen Ecke der Klostermauer.